# Ben Sahar
Ben Sahar (en hébreu : בן סהר) né le 10 août 1989 à Holon, est un footballeur international israélien, jouant au poste d'attaquant ou d'ailier à l'Hapoël Tel-Aviv FC en LigaHaAl.
Il attire l'attention de Chelsea lors d'un match des moins de 16 ans israéliens contre l'Irlande en 2004. Il joue ensuite en sélection nationale pour l'équipe d'Israël espoirs puis pour l'équipe d'Israël A.
Avant son transfert à Chelsea, Sahar est promu en première équipe de l'Hapoël Tel-Aviv par le manager Itzhak Shum, mais il n'y joue aucun match en raison de son transfert réalisé à Chelsea avant le début de la saison 2006-2007.
Avant de venir à Chelsea, il obtient la citoyenneté polonaise (ses grands-parents maternels étant polonais), ce qui lui permet de travailler au Royaume-Uni, comme dans tout l'espace économique européen.

## Biographie

### En club
Ben Sahar commence à jouer au football dans sa ville natale de Modiin-Maccabim-Reout, en Israël. Là, il est enrôlé dans la Sportop Football Academy, avant de rejoindre les rangs des jeunes de l'Hapoël Tel-Aviv.

#### Chelsea
Ben Sahar s'installe à Chelsea en Premier League anglaise en mai 2006 en provenance de l'Hapoël Tel-Aviv pour 320 000 £, après avoir passé une période d'essai de deux mois à Stamford Bridge.
Ben Sahar est appelé en première équipe de Chelsea contre Macclesfield Town FC en FA Cup le 6 janvier 2007, en remplaçant de Salomon Kalou à la 76e minute. Quatre jours plus tard, Ben Sahar entre toujours en tant que remplaçant à la 60e minute du match nul 1-1 face à Wycombe Wanderers FC en League Cup. Il fait ses débuts en Championnat d'Angleterre de football le 13 janvier 2007, pour remplacer Arjen Robben à la 82e minute du match contre Wigan Athletic FC. Il fait ensuite deux autres remplacements en championnat pour les Blues cette même saison, contre Manchester United FC et Everton FC.

#### Queens Park Rangers
Ben Sahar rejoint en Premier League le club des Queens Park Rangers FC, en prêt pour une durée initiale de trois mois, pour le début de la saison 2007-2008, le 26 juillet 2007. Il enchaîne avec deux buts dans un match amical de pré-saison contre une équipe de Premier League : Fulham FC, QPR l'emporte 2-1. À la suite de son doublé, son prêt est étendu jusqu'au 2 janvier 2008. Ben Sahar souffre cependant de nombreuses blessures au cours de cette période et ne peut réussir à marquer lors de ses neuf apparitions en championnat.

#### Sheffield Wednesday
Après le retour de Ben Sahar de son prêt des Queens Park Rangers FC à Chelsea FC, Sheffield Wednesday FC fait signer Ben Sahar pour un prêt initial d'un mois le 21 février 2008. Ce prêt est ensuite prolongé jusqu'au 19 avril 2008, et de nouveau étendu jusqu'à la fin de la saison, c'est-à-dire le 4 mai 2008. Ben Sahar marque son premier but pour Sheffield Wednesday FC contre Crystal Palace FC le 22 mars 2008. Il enchaîne avec de nouvelles réalisations contre Scunthorpe United FC et Norwich City FC. L'objectif de la saison du clueb est atteint car Sheffield Wednesday FC se maintient en Championship (D2).
Ben Sahar termine la saison avec trois buts en douze apparitions pour Sheffield Wednesday FC pour son deuxième prêt dans la saison en Championship.

#### Portsmouth
Le 12 juin 2008, il est rapporté que Ben Sahar se trouve aux Pays-Bas pour discuter d'un prêt pour la saison avec le club néerlandais du NEC Nimègue. Cependant, selon des dirigeants du NEC Nimègue, un accord ne peut être signé avec Ben Sahar pour des raisons financières. Au lieu de cela, il accepte un prêt de six mois avec les vainqueurs de la FA Cup : Portsmouth FC, et le 1er juillet 2008, il est officiellement dévoilé comme nouveau joueur de Portsmouth. Il rejoint donc Portsmouth FC pour un prêt de six mois où il reçoit le numéro de maillot 26. Il figure régulièrement dans les matchs de pré-saison de Portsmouth FC, faisant sept apparitions et marque contre Kano Pillars FC les champions du Nigeria, Havant & Waterlooville FC de Conference South, et Gosport Borough FC de Southern Football League Division One Midlands.
Toutefois, Ben Sahar endure encore un autre prêt qui s'avère infructueux. En dépit de sa participation à de nombreux matchs de pré-saison avec Portsmouth FC, il ne joue pas une seule fois en championnat et il est présent seulement sur le banc à trois reprises. « Si j'avais joué quelques matchs et que l'on m'avait dit que je n'étais pas assez bon, alors tout aurait été clair. Mais le fait est que l'on ne m'a pas donné une seule chance de me montrer » déclare Ben Sahar à l'issue de son prêt à Portsmouth.

#### De Graafschap
Ben Sahar rejoint le Championnat des Pays-Bas de football et le club du VBV De Graafschap Doetinchem en prêt le 2 janvier 2009. Il joue avec le VBV De Graafschap Doetinchem jusqu'à la fin de la saison. Son premier match pour De Graafschap a lieu lors d'un amical contre le club turc de Sivasspor. Son premier doublé pour De Graafschap a lieu toujours lors d'un match amical contre l'équipe belge de Malines. Il marque son premier but en Eredivisie, le 17 janvier 2009 lors de son premier match, contre Willem II. Après seulement 17 minutes, Ben Sahar reçoit une passe de Luuk de Jong et marque sur un tir enroulé, après avoir dribblé un défenseur dans les 16 mètres. Il marque son deuxième but lors d'un match à l'extérieur contre une équipe luttant pour éviter la relégation, le Roda JC. Lors du dernier de la saison contre le NEC Nimègue, il marque un penalty en début de match, puis réalise le doublé sur une frappe proche du but. Le match se terminant sur un match nul 2-2, VBV De Graafschap  doit jouer les matchs de barrage contre une autre équipe pour conserver sa place dans l'élite du football néerlandais. Lors du premier match des play-offs contre le MVV Maastricht, Ben Sahar marque après 60 secondes et VBV De Graafschap l'emporte 3-2 à l'extérieur.
Ben Sahar termine le championnat avec cinq buts et une passe décisive pour seize apparitions pour De Graafschap en Eredivisie en 2008-2009. Dans les matchs de barrage servant à éviter la relégation, il marque un but et fait deux passes décisives en six matchs, soit un total de six buts et trois passes en vingt-deux titularisations.

#### Espanyol de Barcelone
Le 21 juin 2009, Ben Sahar s'engage avec le club espagnol de l'Espanyol de Barcelone, pour un contrat portant sur quatre ans et pour un montant de transfert de un million de livres. Il y porte le numéro de maillot 14. Le 2 août 2009, à l'occasion du match inaugural du nouveau stade Estadio Cornellá-El Prat contre Liverpool, Ben Sahar inscrit un doublé pour une victoire finale 3-0 alors qu'il ne commence la rencontre que comme remplaçant. Ben Sahar marque son premier but en championnat pour l'Espanyol le 23 septembre 2009 d'une tête pour une victoire 2-1 sur Malaga.

#### Hapoel Tel Aviv
Malgré les objections de son agent, Ronen Katzav, le 20 juillet 2010, Ben Sahar retourne dans son premier club, l'Hapoël Tel-Aviv pour un prêt d'un an. L'Hapoël Tel-Aviv achètent également 10 % des droits d'une future vente d'une vente future estimée à 100 000 livres sterling. Ben Sahar marque son premier but pour l'Hapoël Tel-Aviv contre le FK Aktobe (un club de football du Kazakhstan) en Ligue des champions au troisième tour de qualification, après une passe d'Itay Shechter. Il marque aussi dans le dernier tour de qualification au match aller contre le Red Bull Salzbourg.
Ben Sahar trouve de grandes difficultés à marquer des buts à son arrivée en Ligat HaAl. L'entraîneur adjoint du club, Yossi Abuksis attribue ceci aux difficultés psychologiques que Ben Sahar se créée lui-même. En effet, Ben Sahar est revenu en Israël comme une superstar et les pressions qui sont venues de ce statut ont été difficiles à diriger au début de la saison. Quand Itay Shechter s'est blessé au milieu de la saison, Ben Sahar a exploité son temps de jeu accru pour créer un partenariat intéressant avec Toto Tamuz.

#### AJ Auxerre
Il est prêté par l'Espanyol Barcelone à l'AJ Auxerre pour la saison 2011-2012, avec option d'achat. Si l'option d'achat est levé par l'AJA à l'issue de la saison 2011-2012, Ben Sahar signerait un contrat de quatre ans avec le club. Il inscrit un but lors de son premier match, une rencontre amicale contre Reims (2-0). Il est titulaire lors de la première journée de championnat face à Montpellier, aucun israélien n'avait joué en Ligue 1 depuis Tal Banin à l'AS Cannes en 1993-1994. Lors de la 4e journée de la Ligue 1 contre l'AC Ajaccio, il se blesse à la 26e minute à la cheville, son indisponibilité est évaluée à un mois (entorse de la cheville). Son retour à la compétition n'est pas facile, il ne joue que 60 minutes par match. Lors de la 9e journée, contre l'AS Saint-Étienne, il marque son premier but en championnat, bien servis par Anthony Le Tallec à la 5e minute de jeu, devant un but vide il met le ballon d'un intérieur du pied. Il est remplacé vers à la 60e minute. Le match se termine sur le score de 1 - 1. Lors d'une interview d'après le match, Sahar fait le commentaire suivant : « Ce but est une bonne chose pour moi surtout que je reviens de blessure. Le championnat de France est à la fois physique et technique. C'est très difficile de pouvoir montrer tout ce dont vous êtes capable ». Le 26 octobre 2011, il égalise à la 29e minute lors des huitièmes de finale de la Coupe de la Ligue, encore une fois servi par Le Tallec, cependant il ne peut empêcher la défaite d'une AJ Auxerre réduite à 9 lors des prolongations.
Lors de la 12e journée de Ligue 1, il entre en jeu et provoque un pénalty transformé par Dudka, Auxerre perd 3-1. La journée suivante, il joue un match contre Toulouse mais n'est pas performant et sera remplacé à la 55e. C'est la première victoire d'Auxerre depuis cinq rencontres (2-0). Il connait ensuite, le banc de touche, contre Valenciennes où il rentre à la place de Contout, mais l'AJ Auxerre s'incline une nouvelle fois.
Aux deux journées suivantes contre Lyon et Paris, il reste sur le banc de touche pendant l'ensemble des deux rencontres. Il fera son retour en tant que titulaire, le 11 décembre 2011, contre l'OGC Nice, quelques jours avant, il est qualifié par son président « d'erreur de casting » au même titre que les autres recrues. Malgré cela, il fait un excellent match et parvient à délivrer un passe décisive pour Dennis Oliech (13e minute), à la suite d'une bonne accélération suivie par un centre. Toujours très présent dans l'attaque de l'AJA sur le côté gauche, et va marquer sur un centre d'Oliech qui à la suite d'un double contact trouve la tête de l'attaquant israélien. Ben Sahar marque ainsi son 3e buts sous les couleurs d'Auxerre. Les bourguignons s'impose 2-1 et renouent ainsi avec le succès. Il marquera ensuite lors de la 26e journée du championnat de France de ligue 1 peu de temps après son entrée (le LOSC menait 2-0)  puis délivra une passe décisive en fin de matche et permit donc à son équipe de récupérer un point sur le terrain du champion de France en titre. Peu de temps après, l'AJ Auxerre se sépare de Laurent Fournier et le nouvel entraîneur Jean-Guy Wallemme ne sélectionne plus Ben Sahar. En juin 2012, l'option d'achat n'est pas levé et il retourne à l'Espanyol Barcelone.

#### Hertha Berlin
Le 19 juillet 2012, Ben Sahar est transféré au Hertha Berlin qui vient d'être relégué en Bundesliga 2.

#### Willem II
Ben Sahar signe le 21 juillet 2014, un contrat avec l'équipe néerlandaise de Willem II. La durée du contrat n'a pas été communiquée.

### En équipe nationale
Le 7 février 2007, à l'âge de 17 ans et demi, Ben Sahar devient le plus jeune joueur ayant joué pour l'équipe d'Israël de football, lors d'un match amical contre l'Ukraine (record depuis battu par Gai Assulin). Également, il devient le plus jeune joueur de Chelsea à devenir international.
Il devient également le plus jeune buteur de l'histoire d'Israël lors de son troisième match, contre l'équipe d'Estonie de football, à l'occasion des éliminatoires de l'Euro 2008.

## Buts internationaux
| #  | Date       | Lieu                      | Adversaire | Score | Résultat | Compétition                        |
| -- | ---------- | ------------------------- | ---------- | ----- | -------- | ---------------------------------- |
| 1. | 28/03/2007 | Stade Ramat Gan, Israël   | Estonie    | 3–0   | 4–0      | Qualifications Euro 2008           |
| 2. | 28/03/2007 | Stade Ramat Gan, Israël   | Estonie    | 4–0   | 4–0      | Qualifications Euro 2008           |
| 3. | 06/09/2009 | Stade Ramat Gan, Israël   | Suisse     | 2–2   | 2–2      | Qualifications Coupe du monde 2010 |
| 4. | 09/09/2009 | Stade Ramat Gan, Israël   | Luxembourg | 6–0   | 7–0      | Qualifications Coupe du monde 2010 |
| 5. | 09/09/2009 | Stade Ramat Gan, Israël   | Luxembourg | 7–0   | 7–0      | Qualifications Coupe du monde 2010 |
| 5. | 29/02/2012 | Stade Petah Tikva, Israël | Ukraine    | 2–3   | 2–3      | Match amical                       |

## Statistiques
| Saison              | Club                         | Pays       | Championnat           | Championnat | Championnat | Championnat  | Championnat  | Coupe d'Europe | Coupe d'Europe | Coupe d'Europe | Coupes nationales | Coupes nationales | Sélections internationales | Sélections internationales |
| Saison              | Club                         | Pays       | Division              | Matchs      | Buts        | Cartons      | Cartons      | Type           | Matchs         | Buts           | Matchs            | Buts              | Matchs                     | Buts                       |
| ------------------- | ---------------------------- | ---------- | --------------------- | ----------- | ----------- | ------------ | ------------ | -------------- | -------------- | -------------- | ----------------- | ----------------- | -------------------------- | -------------------------- |
| Saison              | Club                         | Pays       | Division              | Matchs      | Buts        | Carton jaune | Carton rouge | Type           | Matchs         | Buts           | Matchs            | Buts              | Matchs                     | Buts                       |
| 2005 - 2006         | Hapoël Tel-Aviv              | Israël     | Championnat d'Israël  | -           | -           | -            | -            | -              | -              | -              | -                 | -                 | -                          | -                          |
| 2006 - 2007         | Chelsea FC                   | Angleterre | Premier League        | 3           | 0           | 0            | 0            | C1             | 0              | 0              | 2                 | 0                 | 4                          | 2                          |
| 2007 - janvier 2008 | QPR                          | Angleterre | Premiership           | 9           | 0           | 0            | 0            | -              | -              | -              | 0                 | 0                 | 3                          | 0                          |
| février 2008 - 2008 | Sheffield Wednesday          | Angleterre | Championship          | 12          | 3           | 1            | 0            | -              | -              | -              | 0                 | 0                 | 0                          | 0                          |
| 2008 - janvier 2009 | Portsmouth                   | Angleterre | Premier League        | 0           | 0           | 0            | 0            | -              | -              | -              | 0                 | 0                 | 4                          | 1                          |
| février 2009 - 2009 | VBV De Graafschap Doetinchem | Pays-Bas   | Eredivisie            | 16          | 5           | 0            | 0            | -              | -              | -              | 7                 | 1                 | 3                          | 0                          |
| 2009 - 2010         | Espanyol de Barcelone        | Espagne    | Primera División      | 22          | 1           | 0            | 0            | -              | -              | -              | 2                 | 0                 | 4                          | 1                          |
| 2010 - 2011         | Hapoël Tel-Aviv              | Israël     | Championnat d'Israël  | 34          | 16          | 6            | 0            | C1             | 10             | 1              | 6                 | 2                 | 5                          | 0                          |
| 2011 - 2012         | AJ Auxerre                   | France     | Championnat de France | 21          | 3           | 0            | 0            | -              | -              | -              | 3                 | 1                 | 4                          | 1                          |

## Palmarès
- 2011 : Coupe d'Israël et Championnat d'Israël
- 2016 et 2017 : Championnat d'Israël